# Ireneusz Paliński
Pour les articles homonymes, voir Ireneusz.
Ireneusz Paliński, né le 13 mai 1932 près de Ciechanów Nużewo, Pologne, est un haltérophile polonais qui fut multiple médaillé olympique, des Championnats du Monde et d'Europe.

## Biographie
Il a participé aux Jeux olympiques d'été de 1960 et de 1964.
Il est décédé après une longue et grave maladie.

## Palmarès
Il a battu quelque 7 records du monde et plusieurs records polonais.

### Jeux olympiques
- Rome 1960 :  1er Médaille d'or. (cat. 75-82 kg)
- Tokyo 1964 :  3e Médaille de bronze. (cat. 82-90 kg)

### Championnats du monde
- 1961:  Médaille d'or.
- 1959:  Médaille d'argent.
- 1962:  Médaille d'argent.
- 1963:  Médaille d'argent.
- 1966:  Médaille d'argent.
- 1958:  Médaille de bronze.

### Championnats d'Europe
- 1961:  Médaille d'or.
- 1958:  Médaille d'argent.
- 1959:  Médaille d'argent.
- 1960:  Médaille d'argent.
- 1962:  Médaille d'argent.
- 1963:  Médaille d'argent.
- 1966:  Médaille d'argent.
- 1957:  Médaille de bronze.

### Championnat de Pologne
Neuf fois champion national et élu meilleur sportif polonais de l'année 1961.